# Basaragi Inam, Parasgad
Basaragi Inam là một làng thuộc tehsil Parasgad, huyện Belgaum, bang Karnataka, Ấn Độ.